# Zaplanina
Zaplanina – wieś w Słowenii, w gminie Vransko. W 2018 roku liczyła 82 mieszkańców.